# La Calprenede
La Calprenede w pełnym brzmieniu kawaler de Gauthier de Coste La Calprenede, (urodzony ok. 1610 roku na zamku Tolgon, w Gaskonii - zmarł w 1663 roku na urzędzie podkomorzego królewskiego w Paryżu.
Wsławił się jako autor poczytnych, ckliwych romansów rycerskich, jak: „Cassandre" (10 t., Paryż, 1642); „Cleopatre" (12 t,); „Faramond" (7 t., Paryż, 1661)
Z dzieł dramaturgicznych na wzmiankę zasługuje Le comte d'Essez.